# Caazapá (stad)
Caazapá is een gemeente (in Paraguay un distrito genoemd) met ongeveer 26.000 inwoners. De plaats werd in 1607 gesticht door een franciscaner monnik. In 1989 werd het de hoofdplaats van het gelijknamige departement Caazapá. Tot die tijd was het departement verbonden met Guairá en deelde het de hoofdstad Villarrica.